# Sharon Vandromme
Sharon Vandromme (Roeselare, 2 oktober 1983) is een Belgisch voormalig wielrenster, die zowel actief was in het baanwielrennen als in het wegwielrennen.
Vandromme heeft deelgenomen aan de Olympische Zomerspelen van 2004 waar ze eenentwintigste werd in de wegwedstrijd.

## Biografie
Sharon Vandromme komt uit een wielerfamilie. Zij is de nicht van Marc Renier en Ludo Vandromme, de dochter van Rino Vandromme en de nicht van de vrouw van Gorik Gardeyn.
Ze rijdt oorspronkelijk op de piste en ze behaalt op de weg in 2002 de bronzen medaille in het Belgisch kampioenschap voor dames. In 2004 wordt ze zevende op het Belgisch kampioenschap in Hoogstraten. In 2008 wordt ze Belgisch kampioene in de puntenkoers.
Ze vertegenwoordigt België in de wegrit op de Olympische Spelen in 2004 in Athene, waar ze 21e wordt. Ze neemt ook nog drie keer deel aan het Wereldkampioenschap op de weg tussen 2003 en 2006.

## Palmares

### Weg
2000
 Belgisch kampioenschap tijdrijden voor dames junioren
2001
 Belgisch kampioenschap wielrennen voor dames junioren
2002
 Belgisch kampioenschap tijdrijden voor dames elite

## Resultaten in voornaamste wedstrijden
| Jaar | Ronde van Vlaanderen | Amstel Gold Race | Primavera Rosa | Waalse Pijl |  | WK op de weg |
| ---- | -------------------- | ---------------- | -------------- | ----------- |  | ------------ |
| 2003 |                      | 43e              | 80e            | 65e         |  | opgave       |
| 2004 | 11e                  |                  | 11e            | 16e         |  | opgave       |
| 2005 |                      |                  |                |             |  |              |
| 2006 | 10e                  |                  |                | 35e         |  | 57e          |

### Resultaten in rondes
| Jaar | Holland Ladies Tour | La Grande Boucle Féminine | Ronde van Drenthe | Tour de l'Aude Cycliste Féminin | Giro Rosa |
| ---- | ------------------- | ------------------------- | ----------------- | ------------------------------- | --------- |
| 2003 |                     |                           | 58e               |                                 |           |
| 2004 |                     |                           | 13e               |                                 |           |
| 2005 | 43e                 | 32e                       |                   |                                 |           |
| 2006 | 32e                 |                           | DNF               | 30e                             | 37e       |

(*) tussen haakjes aantal individuele etappe-overwinningen

### Baan
| Jaar       | BK                                                | EK         | WK         | Overig     |            |
| Als junior | Als junior                                        | Als junior | Als junior | Als junior | Als junior |
| ---------- | ------------------------------------------------- | ---------- | ---------- | ---------- | ---------- |
| 1998       | sprint, puntenkoers                               |            |            |            |            |
| 1999       | puntenkoers                                       |            |            |            |            |
| 2000       | puntenkoers, achtervolging · sprint, 500m tijdrit |            |            |            |            |
| 2001       | puntenkoers, sprint · 500m tijdrit                | sprint     |            |            |            |
| Als Elite  |                                                   |            |            |            |            |
| 2008       | puntenkoers, scratch                              |            |            |            |            |